# Szolnok Soldiers 2006
Questa voce raccoglie le informazioni riguardanti i Szolnok Soldiers nelle competizioni ufficiali e amichevoli della stagione 2006.

## Amichevoli
| Eger 25 marzo 2006 | Eger Heroes | 12 – 26 | Szolnok Soldiers | Városi Stadion (250 spett.) |

| Rákóczifalva 8 aprile 2006 | Szolnok Soldiers | 19 – 0 | Eger Heroes | Sportpálya |

## Scrimmage
| Rákóczifalva 19 marzo 2006 | Szolnok Soldiers | 1 – 1 | Budapest Black Knights | Sportpálya |

## Magyar American Football League 2006

### Stagione regolare
| Rákóczifalva 30 aprile 2006, ore 15:00 1ª giornata | Szolnok Soldiers | 35 – 0 (9-0 10-0 9-0 7-0) referto | Eger Heroes | Sportpálya (530 spett.)\| Arbitro: \| Cserjes \| |
| Arbitro:                                           | Cserjes          |                                   |             |                                                  |

| Debrecen 13 maggio 2006, ore 15:00 3ª giornata | Debrecen Gladiators | 28 – 2 (13-0 7-2 0-0 8-0) referto | Szolnok Soldiers | Kinizsi Stadion (950 spett.)\| Arbitro: \| Udvardi \| |
| Arbitro:                                       | Udvardi             |                                   |                  |                                                       |

| Rákóczifalva 5 giugno 2006, ore 15:00 6ª giornata | Szolnok Soldiers | 6 – 7 (0-0 0-0 0-0 6-7) referto | Budapest Wolves 2 | Sportpálya (650 spett.)\| Arbitro: \| Cserjes \| |
| Arbitro:                                          | Cserjes          |                                 |                   |                                                  |

| Budapest 11 giugno 2006, ore 19:00 7ª giornata | Budapest Black Knights | 32 – 17 (13-0 6-0 6-7 7-10) referto | Szolnok Soldiers | BVSC Stadion (250 spett.) |

## Blue Bowl 2006

### Stagione regolare
| Budapest 2 settembre 2006, ore 12:00 1ª giornata | Budapest Black Knights | 60 – 3 (6-0 21-0 15-3 18-0) referto | Szolnok Soldiers | Szőnyi úti Stadion (300 spett.) |

| Rákóczifalva 24 settembre 2006, ore 13:00 4ª giornata | Szolnok Soldiers | 6 – 63 (0-14 0-14 6-14 0-21) | Debrecen Gladiators | Sporttelep (350 spett.) |

## Statistiche di squadra
| Competizione             | %Vittorie | In casa | In casa | In casa | In casa | In casa | In casa | In trasferta | In trasferta | In trasferta | In trasferta | In trasferta | In trasferta | Totale | Totale | Totale | Totale | Totale | Totale |
| Competizione             | %Vittorie | G       | V       | N       | P       | Pf      | Ps      | G            | V            | N            | P            | Pf           | Ps           | G      | V      | N      | P      | Pf     | Ps     |
| ------------------------ | --------- | ------- | ------- | ------- | ------- | ------- | ------- | ------------ | ------------ | ------------ | ------------ | ------------ | ------------ | ------ | ------ | ------ | ------ | ------ | ------ |
| MAFL - Stagione regolare | .250      | 2       | 1       | 0       | 1       | 41      | 7       | 2            | 0            | 0            | 2            | 19           | 60           | 4      | 1      | 0      | 3      | 60     | 67     |
| BB - Stagione regolare   | .000      | 1       | 0       | 0       | 1       | 6       | 63      | 1            | 0            | 0            | 1            | 3            | 60           | 2      | 0      | 0      | 2      | 9      | 123    |
| Amichevoli               | 1.000     | 1       | 1       | 0       | 0       | 19      | 0       | 1            | 1            | 0            | 0            | 26           | 12           | 2      | 2      | 0      | 0      | 45     | 12     |
| Scrimmage                | .500      | 1       | 0       | 1       | 0       | 1       | 1       | 0            | 0            | 0            | 0            | 0            | 0            | 1      | 0      | 1      | 0      | 1      | 1      |
| Totale                   | .389      | 5       | 2       | 1       | 2       | 67      | 71      | 4            | 1            | 0            | 3            | 48           | 132          | 9      | 3      | 1      | 5      | 115    | 203    |

## Statistiche personali
Disponibili solo i dati del campionato.

### Marcatori
| Giocatore   | Ruolo | TD rush | TD recv | TD int | TD p.ret | TD k.ret | TD oth | Xp1 | Xp2 | FG | Saf | Totale |
| ----------- | ----- | ------- | ------- | ------ | -------- | -------- | ------ | --- | --- | -- | --- | ------ |
| Hajnal      |       | 1       | 0       | 0      | 0        | 0        | 0      | 5   | 0   | 3  | 0   | 20     |
| Á. Balogh   |       | 2       | 0       | 0      | 0        | 0        | 0      | 0   | 0   | 0  | 0   | 12     |
| Cs. Szarka  |       | 2       | 0       | 0      | 0        | 0        | 0      | 0   | 0   | 0  | 0   | 12     |
| G. Isai     |       | 0       | 1       | 0      | 0        | 0        | 0      | 0   | 0   | 0  | 0   | 6      |
| A. Radvanyi |       | 1       | 0       | 0      | 0        | 0        | 0      | 0   | 0   | 0  | 0   | 6      |
| Sándor      |       | 0       | 0       | 0      | 0        | 0        | 0      | 0   | 0   | 0  | 2   | 4      |

### Passer rating
La classifica tiene in considerazione soltanto i quarterback con almeno 10 lanci effettuati.
| Giocatore  | G | Att | Comp | Int | Yds | TD | NFL   | NCAA  |
| ---------- | - | --- | ---- | --- | --- | -- | ----- | ----- |
| Hajnal     | 4 | 69  | 23   | 2   | 366 | 1  | 44,72 | 76,88 |
| Sz. Jover  | 1 | 2   | 1    | 0   | 3   | 0  |       |       |
| G. Forgács | 1 | 1   | 0    | 1   | 0   | 0  |       |       |